# Harvey Mason
Harvey William Mason (født 22. februar 1947 i Atlantic City, New Jersey, USA) er en amerikansk trommeslager og percussionist. Han har spillet med Bob James, Lee Ritenour, George Benson, Chick Corea og Brecker Brothers etc. , men han er nok mest kendt som medlem af Herbie Hancocks " Headhunters " en gruppe fra 70'erne som han var medstifter af. Han er klassisk percussionist uddannet i Boston og var op gennem 70'erne og 80'erne en af de mest benyttede studiemusikere i alle genrer. Han spiller både trommesæt, klassisk percussion, og pauker. Han har spillet med alt fra symfoniorkester over jazz til rock og pop bands. Hans fortrukne stil er nok groovie funkmusik.[kilde mangler] Han har lavet en del plader i eget navn.

## Udvalgt diskografi
- The Brecker Brothers – (1972)
- Herbie Hancock – Headhunters (1974)
- Gerry Mulligan & Chet Baker – Carneigie Hall Concert (1975)
- Hubert Laws – The San Francisco Concert (1975)
- Joe Henderson – Black Miracle (1976)
- Ron Carter – Pastels (1976)
- Chick Corea – Mad Hatter (1978)
- Dave Grusin – Homage to Duke (1993)
- Fourplay – Fourplay (1991)
- Fourplay – Journey (2004)
- Harvey Mason – Marching in the street (1975)
- Harvey Mason – Earth Mover (1977)
- Harvey Mason – Funk In a Mason Jar (1978)
- Harvey Mason – Groovin You (1979)
- Harvey Mason – MVP (1981)
- Harvey Mason – Stone Mason (1982)
- Harvey Mason – Ratamacue (1996)
- Harvey Mason – With all My Heart (2004)
- Harvey Mason – Trio 2 – Changing Partners (2006)
- Harvey Mason – Cameleon (2014)